# Javier Gómez Noya
Francisco Javier Gómez Noya (* 25. März 1983 in Basel/Schweiz) ist ein spanischer Triathlet. Gómez ist fünffacher Triathlon-Weltmeister auf der Kurzdistanz (2008, 2010, 2013–2015) und er gewann zwei Mal die Ironman 70.3 World Championships (2014, 2017).
Javier Gómez ist Triathlon-Europameister (2007, 2009, 2012, 2016), Sprintweltmeister (2013) sowie Weltmeister Cross-Triathlon (2012) und Ironman-Sieger (2019). Er wird als Sechster in der Bestenliste spanischer Triathleten auf der Ironman-Distanz geführt.(Stand: Oktober 2024)

## Werdegang
Javier Gómez wurde in der Schweiz geboren, wo seine Eltern Francisco Javier und Manuela beruflich tätig waren. Goméz hat noch einen sechs Jahre älteren Bruder. Im Juli 1983 zog die Familie nach Ferrol in den Nordwesten Spaniens. Bis zum Alter von elf Jahren spielte er Fußball und später schwamm er erfolgreich in einem Verein, wo er verschiedene spanische Bewerbe für sich entscheiden konnte. Seinen ersten Jugend-Triathlon absolvierte er 1998 im Alter von 15 Jahren.
Im Dezember 2003 wurde er in Neuseeland Triathlon-Weltmeister in der Klasse U23 und er startet seit 2004 als Profi-Triathlet. In den neun Jahren von 2002 bis 2010 nahm Gómez an 57 ITU-Wettbewerben teil und erreichte dabei 54 Mal Top-Ten-Plätze, darunter 23 Gold-, 12 Silber- und 4 Bronzemedaillen bei hochkarätigen Welt- oder Kontinentalmeisterschaften bzw. -Cups – ein Rekord, den zukünftige Triathleten nur schwer brechen werden dürften.

### Olympische Sommerspiele 2008
Bei den Olympischen Spielen in Peking 2008 verfehlte er nur knapp einen Podestplatz und wurde Vierter.
2010 war Gómez Nummer 1 in der Weltmeisterschaftsserien-Rangliste, 2011 scheinen ihm die Brownlee-Brüder Alistair und Jonathan, mit denen er gemeinsam dem Club Sartrouville zum unangefochtenen Spitzenplatz in der französischen Clubmeisterschaftsserie Lyonnaise des Eaux verhilft, den Rang streitig zu machen.

### Weltmeister Xterra Cross-Triathlon 2012
Im April 2012 holte er sich nach 2007 und 2009 zum bereits dritten Mal den Titel bei der Triathlon-Europameisterschaft auf der olympischen Distanz (1,5 km Schwimmen, 40 km Radfahren und 10 km Laufen) und im August 2012 wurde er bei den Olympischen Spielen in London Zweiter.

Im Oktober sicherte er sich in Neuseeland mit dem Sieg im letzten Rennen der Saison 2012 den Vizeweltmeistertitel 2012 auf der olympischen Distanz und nur eine Woche später wurde er auf Maui Weltmeister im Cross-Triathlon.

### Europameister Triathlon Mitteldistanz 2013
Im Mai 2013 wurde er Europameister auf der Triathlon-Mitteldistanz. Gómez wird trainiert von Omar Gonzalez. Im September 2013 gewann er mit seinem Sieg in London die Weltmeisterschafts-Rennserie der ITU.
Im August 2014 konnte sich Gómez in Kanada mit dem dritten Rang beim letzten Rennen der ITU-Weltmeisterschaftsrennserie 2014 erneut den Weltmeisterschaftstitel auf der Kurzdistanz sichern. Im September gewann er in Kanada die Ironman 70.3 World Championship.
Seit Anfang des Jahres 2015 startet er für das neu gegründete Bahrain Elite Endurance Triathlon Team, das von Chris McCormack geleitet wird. Im August wurde er im österreichischen Bundesland Salzburg auf der Mitteldistanz Dritter bei der Ironman 70.3 World Championship im Rahmen des Ironman 70.3 Zell am See-Kaprun. Sein Ziel, den fünften Weltmeister-Titel auf der olympischen Distanz, erreichte er mit einem zweiten Platz beim 2015 ITU World Triathlon Grand Final Chicago, er hatte die Saison 2015 unter das Motto „Drive for 5“ gestellt. Er wird trainiert von Carlos David Prieto.

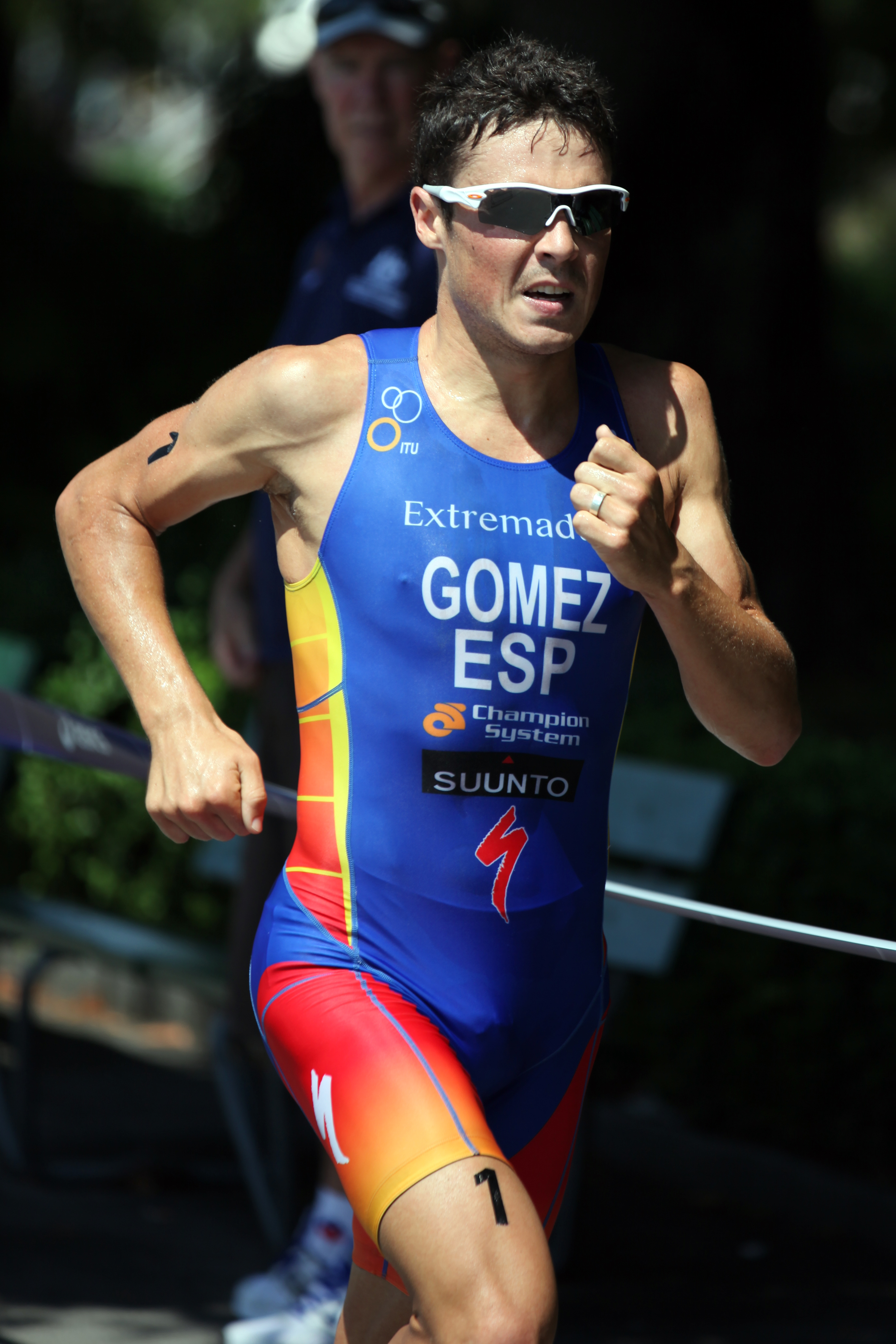
Francisco Javier Gómez bei der Sprint-Weltmeisterschaft in Lausanne, 2011

Im Mai 2016 holte er sich zum vierten Mal den Titel bei der Triathlon-Europameisterschaft auf der olympischen Distanz. Javier Gómez war nominiert für einen Start bei den Olympischen Sommerspielen 2016, musste seine Teilnahme als amtierender Weltmeister aber nach einem Radsturz im Training drei Wochen vor Beginn der Spiele in Rio wegen Bruchs des Ellbogenköpfchens absagen.
Anstelle von Gómez wurde daraufhin Vicente Hernández für Spanien nachnominiert. Im August gewann Gómez das WM-Serienrennen in Montreal und der damals 34-Jährige kürte sich damit zum ältesten Sieger in dieser Rennserie.

### Sieger Ironman 70.3 World Championship 2017
Im September 2017 konnte er zum zweiten Mal nach 2014 die Ironman 70.3 World Championships für sich entscheiden. Die ITU-Weltmeisterschaftsrennserie 2017 beendete er im September als Zweiter und Vizeweltmeister hinter seinem Landsmann Mario Mola.
Im Februar 2018 konnte er auf der Triathlon-Mitteldistanz die Challenge Wanaka mit neuem Streckenrekord für sich entscheiden.

Bei seinem ersten Start auf der Langdistanz wurde Gómez im Juni 2018 Zweiter im Ironman Cairns (3,86 km Schwimmen, 180,2 km Radfahren und 42,195 km Laufen). Er trug sich mit seiner Siegerzeit von 7:56:38 h hinter Iván Raña (7:48:43 h) als zweitschnellster spanischer Athlet in der Bestenliste der Triathleten auf der Ironman-Distanz ein. Im Juli gewann er auf der Mitteldistanz die Challenge Prag.
Im Mai 2019 wurde der damals 36-Jährige in Spanien ITU-Weltmeister auf der Langdistanz. Im Oktober gewann er den Ironman Malaysia und stellte mit seiner Siegerzeit von 8:18:59 h einen neuen Streckenrekord ein.
2020 wurde er Spanischer Meister auf der Triathlon-Mitteldistanz.
Im Juli 2021 belegte er bei den Olympischen Sommerspielen den 25. Rang.
Er ist verheiratet mit der neuseeländischen Triathletin Anneke Jenkins (* 1989) und lebt in der galicischen Stadt Pontevedra.

## Auszeichnungen
- 2016: ETU Athlet des Jahres
- 2016: Prinzessin-von-Asturien-Preis in der Kategorie Sport

## Sportliche Erfolge
| Datum/Jahr    | Rang | Wettbewerb                                            | Austragungsort  | Zeit        | Bemerkung |
| ------------- | ---- | ----------------------------------------------------- | --------------- | ----------- | --- |
| 26. Juli 2021 | 25   | Olympische Sommerspiele 2020                          | Tokio           | 01:47:46    | |
| 25. Okt. 2020 | 2    | ETU Sprint Triathlon European Cup                     | Barcelona       | 00:54:06    | |
| 31. Aug. 2019 | 6    | ITU World Championship Series 2019                    | Lausanne        | 01:52:14    | Grand Final |
| 9. Juni 2019  | 3    | ITU World Championship Series 2019                    | Leeds           | 01:45:21    | |
| 31. März 2019 | 5    | ITU Triathlon World Cup                               | New Plymouth    | 00:56:18    | |
| 16. Sep. 2017 | 4    | ITU World Championship Series 2017                    | Rotterdam       | 01:51:41    | Grand Final |
| 6. Aug. 2017  | 1    | ITU World Championship Series 2017                    | Montreal        | 01:47:49    | |
| 8. Apr. 2017  | 4    | ITU World Championship Series 2017                    | Gold Coast      | 00:52:51    | |
| 19. März 2017 | 4    | Super League Triathlon Australia                      | Hamilton Island |             | Auftaktveranstaltung im neuen dreitägigen Rennformat                                                                                  |
| 4. März 2017  | 1    | ITU World Championship Series 2017                    | Abu Dhabi       | 01:52:31    | erstes Rennen der Saison |
| 28. Mai 2016  | 1    | ETU Triathlon European Championships                  | Lissabon        | 01:49:30    | zum vierten Mal Europameister auf der olympischen Kurzdistanz                                                                         |
| 19. Sep. 2015 | 2    | ITU World Championship Series 2015                    | Chicago         | 01:44:57    | Weltmeister 2015 |
| 6. Sep. 2015  | 2    | ITU World Championship Series 2015                    | Edmonton        | 00:53:23    | |
| 22. Aug. 2015 | 1    | ITU World Championship Series 2015                    | Stockholm       | 01:49:33    | |
| 2. Aug. 2015  | 1    | ITU World Olympic Qualification Event                 | Rio de Janeiro  | 01:48:26    | |
| 18. Juli 2015 | 2    | ITU World Championship Series 2015                    | Hamburg         | 00:51:58    | |
| 17. Mai 2015  | 1    | ITU World Championship Series 2015                    | Yokohama        | 01:47:00    | im Zielsprint 2 Sekunden vor dem Briten Alistair Brownlee                                                                             |
| 26. Apr. 2015 | 2    | ITU World Championship Series 2015                    | Kapstadt        | 01:39:24    | Schwimmdistanz verkürzt auf 750 m |
| 11. Apr. 2015 | 3    | ITU World Championship Series 2015                    | Gold Coast      | 01:47:21    | |
| 29. März 2015 | 2    | ITU World Championship Series 2015                    | Auckland        | 01:55:41    | im zweiten Rennen der Saison |
| 31. Aug. 2014 | 3    | ITU World Championship Series 2014                    | Edmonton        | 01:49:07    | Grand Final |
| 17. Mai 2014  | 1    | ITU World Championship Series 2014                    | Yokohama        | 01:45:31    | |
| 27. Apr. 2014 | 1    | ITU World Championship Series 2014                    | Kapstadt        | 01:44:52    | |
| 6. Apr. 2014  | 1    | ITU World Championship Series 2014                    | Auckland        | 01:54:13    | erstes Rennen der Triathlon-Weltmeisterschaftsserie 2014                                                                              |
| 15. Sep. 2013 | 1    | ITU World Championship Series 2013                    | London          | 01:48:16    | Grand Final der Triathlon-Weltmeisterschaftsserie 2013                                                                                |
| 27. Juli 2013 | 1    | 5150 Zurich                                           | Zürich          | 01:48:28    | European Championships |
| 1. Juni 2013  | 2    | ITU World Championship Series 2013                    | Madrid          | 01:51:32    | |
| 12. Mai 2013  | 2    | ITU World Championship Series 2013                    | Jokohama        | 01:45:23    | |
| 6. Apr. 2013  | 1    | ITU World Championship Series 2013                    | Auckland        | 01:55:51    | |
| 3. März 2013  | 1    | Escape from Alcatraz Triathlon                        | San Francisco   | 02:04:27    | |
| 21. Okt. 2012 | 1    | ITU Triathlon World Championship Series 2012          | Auckland        | 02:00:29    | Mit dem Sieg beim Grand Final wird Gómez Triathlon-Vizeweltmeister auf der olympischen Distanz.                                       |
| 2. Sep. 2012  | 1    | 5150 U.S. Championships                               | Des Moines      | 01:51:21    | |
| 25. Aug. 2012 | 2    | ITU Sprint Triathlon World Championships              | Stockholm       | 00:54:31    | Vizeweltmeister auf der Sprintdistanz                                                                                                 |
| 7. Aug. 2012  | 2    | Olympische Sommerspiele 2012                          | London          | 01:46:36    | Zweiter hinter den Briten Alistair Brownlee                                                                                           |
| 21. Juli 2012 | 2    | ITU Triathlon World Championship Series 2012          | Hamburg         | 00:51:53    | Zweiter auf der Sprintdistanz |
| 24. Juni 2012 | 3    | ITU Triathlon World Championship Series 2012          | Kitzbühel       | 01:51:18    | |
| 21. Apr. 2012 | 1    | ETU Triathlon European Championships                  | Eilat           | 01:55:48    | Europameister auf der olympischen Kurzdistanz                                                                                         |
| 20. Aug. 2011 | 2    | ITU Sprint Triathlon World Championships              | Lausanne        | 00:52:27    | Vizeweltmeister auf der Sprintdistanz                                                                                                 |
| 7. Aug. 2011  | 4    | ITU Triathlon World Championship Series 2011          | London          | 01:51:16    | |
| 31. Juli 2010 | 1    | ITU Triathlon Premium European Cup                    | Banyoles        | 01:45:49    | |
| 16. Juli 2011 | 6    | ITU Triathlon World Championship Series 2011          | Hamburg         | 01:44:19    | |
| 9. Juli 2011  | 1    | Hansgrohe World Supersprint                           | Offenburg       | 00:53:12.0  | 750 m Schwimmen, 20 km Radfahren und 5 km Laufen                                                                                      |
| 25. Juni 2011 | 40   | ETU Triathlon European Championships                  | Pontevedra      | 01:54:05    | Europameisterschaft |
| 9. Apr. 2011  | 1    | ITU Triathlon World Championship Series 2011          | Sydney          | 01:50:22    | Auftaktveranstaltung der neuen Saison                                                                                                 |
| 26. März 2011 | 5    | ITU Triathlon World Cup                               | Mooloolaba      | 01:52:16    | [ 9 ] |
| 11. Sep. 2010 | 2    | ITU Triathlon World Championship Series 2010          | Budapest        | 01:42:30    | Mit seinem 2. Rang beim 7. und letzten Rennen der Serie holte sich Gómez in der WM-Gesamtwertung den Triathlon-Weltmeistertitel 2010. |
| 14. Aug. 2010 | 2    | ITU Triathlon World Championship Series 2010          | Kitzbühel       | 01:53:04    | beim 6. Rennen der Serie Zweiter hinter dem Briten Stuart Hayes                                                                       |
| 24. Juli 2010 | 1    | ITU Triathlon World Championship Series 2010          | London          | 01:42:08    | 5. Rennen der Serie |
| 4. Juli 2010  | 2    | ETU Triathlon European Championships                  | Athlone         | 01:45:04    | Vizeeuropameister in Irland auf der olympischen Kurzdistanz                                                                           |
| 17. Juli 2010 | 1    | ITU Triathlon World Championship Series 2010          | Hamburg         | 01:43:07    | Sieger im vierten Rennen |
| 6. Juni 2010  | 4    | ITU Triathlon World Championship Series 2010          | Madrid          | 01:53:17    | |
| 26. Sep. 2009 | 2    | France Grand Prix                                     | La Baule        |             | Zweiter im Sprintrennen über die halbe olympische Distanz hinter dem Schweizer Sven Riederer                                          |
| Sep. 2009     | 1    | Los Angeles Triathlon                                 | Los Angeles     | 01:50:17    | Sieg auf der olympischen Distanz |
| Sep. 2009     | 1    | Spanische Meisterschaften über die olympische Distanz | Spanien         |             | Sieg vor Eneko Llanos |
| Sep. 2009     | 2    | ITU World Championship Series 2009                    | Gold Coast      | 01:44:57    | Vizeweltmeister Triathlon (Kurzdistanz) – hinter Alistair Brownlee und vor Jan Frodeno                                                |
| 5. Juli 2009  | 1    | ETU Triathlon European Championships                  | Rijssen-Holten  | 01:44:14    | Sieg und Europameister auf der olympischen Distanz (1,5 km Schwimmen, 40 km Radfahren, 10 km Laufen)                                  |
| 19. Aug. 2008 | 4    | Olympische Sommerspiele 2008                          | Peking          | 01:49:13,92 | [ 15 ] |
| 5. Juni 2008  | 1    | ITU Triathlon World Championships                     | Vancouver       | 01:49:48    | Triathlon-Weltmeister (Kurzdistanz)                                                                                                   |
| 10. Mai 2008  | 7    | ETU Triathlon European Championships                  | Lissabon        | 01:54:44    | Kurzdistanz-Europameisterschaft |
| 6. Apr. 2008  | 1    | BG ITU Weltcup                                        | New Plymouth    | 01:47:33    | Sieger vor Brad Kahlefeldt (1,5 km Schwimmen, 40 km Radfahren und 10,2 km Laufen)                                                     |
| 30. Aug. 2007 | 2    | ITU Triathlon World Championships                     | Hamburg         | 01:43:22    | Vizeweltmeister Triathlon (Kurzdistanz) hinter Daniel Unger                                                                           |
| 29. Juni 2007 | 1    | ETU Triathlon European Championships                  | Kopenhagen      | 01:51:58    | Sieg und Europameister 2007 auf der olympischen Kurzdistanz (1,5 km Schwimmen, 40 km Radfahren und 10 km Laufen)                      |
| 3. Sep. 2006  | 10   | ITU Triathlon World Championships                     | Lausanne        | 01:53:27    | |
| 2006          | 4    | ITU Triathlon Team World Championships                | Cancún          | 00:58:54    | im Team mit Jose Tovar und Iván Raña (3 × 250 m Schwimmen, 6,67 km Radfahren und 1,67 km Laufen)                                      |
| 23. Juni 2006 | 5    | ETU Triathlon European Championships                  | Autun           | 01:58:00    | |
| 9. Juni 2006  | 1    | BG ITU Weltcup                                        | Hamburg         | 01:43:01    | Sieg vor dem Schweizer Sven Riederer (1,5 km Schwimmen, 40 km Radfahren und 10,2 km Laufen)                                           |
| 10. März 2006 | 2    | ITU Triathlon World Cup                               | Aqaba           | 01:47:35    | Zweiter hinter dem Ukrainer Wolodymyr Polikarpenko                                                                                    |
| 9. Mai 2004   | 8    | ITU Triathlon World Championships                     | Madeira         | 01:49:34    | Triathlon-Weltmeisterschaft über die olympische Distanz                                                                               |
| 18. Apr. 2004 | 8    | ETU Triathlon European Championships                  | Valencia        |             | Europameisterschaft auf der Kurzdistanz                                                                                               |
| 6. Dez. 2003  | 1    | ITU Triathlon World Championship U23                  | Queenstown      | 01:59:06    | Triathlon-Weltmeister in der Klasse U23                                                                                               |

| Datum/Jahr    | Rang | Wettbewerb                                           | Austragungsort | Zeit     | Bemerkung                                                                                       |
| ------------- | ---- | ---------------------------------------------------- | -------------- | -------- | ----------------------------------------------------------------------------------------------- |
| 8. Juni 2024  | 16   | T100 Alcatraz                                        | San Francisco  | 03:28:53 | im Rahmen des Escape from Alcatraz Triathlon (2 km Schwimmen, 80 km Radfahren und 18 km Laufen) |
| 19. Nov. 2023 | 1    | Ironman 70.3 Mossel Bay                              | Mossel Bay     | 03:51:46 | [ 18 ]                                                                                          |
| 9. Jan. 2022  | 1    | Ironman 70.3 Pucón                                   | Pucón          | 03:50:54 |                                                                                                 |
| 2. Mai 2021   | 1    | Challenge Cancun                                     | Cancun         | 03:46:36 |                                                                                                 |
| 27. Sep. 2020 | 1    | ESP Middle Distance Triathlon National Championships | Bilbao         | 03:37:25 | Spanischer Meister auf der Mitteldistanz                                                        |
| 29. Sep. 2019 | 1    | Ironman 70.3 Cascais                                 | Cascais        | 03:51:11 |                                                                                                 |
| 8. Sep. 2019  | 7    | Ironman 70.3 World Championships                     | Nizza          | 04:01:30 | [ 20 ]                                                                                          |
| 2. Sep. 2018  | 3    | Ironman 70.3 World Championships                     | Port Elizabeth | 03:38:27 |                                                                                                 |
| 28. Juli 2018 | 1    | Challenge Prag                                       | Prag           | 03:44:40 |                                                                                                 |
| 17. Feb. 2018 | 1    | Challenge Wanaka                                     | Wanaka         | 03:57:27 |                                                                                                 |
| 25. Nov. 2017 | 4    | Ironman 70.3 Bahrain                                 | Manama         | 03:48:25 |                                                                                                 |
| 10. Sep. 2017 | 1    | Ironman 70.3 World Championships                     | Chattanooga    | 03:49:45 |                                                                                                 |
| 27. Jan. 2017 | 1    | Ironman 70.3 Dubai                                   | Dubai          | 03:42:21 |                                                                                                 |
| 30. Aug. 2015 | 3    | Ironman 70.3 World Championship                      | Zell am See    | 03:55:05 |                                                                                                 |
| 14. Juni 2015 | 1    | Ironman 70.3 Staffordshire                           | Staffordshire  | 04:02:13 | Sieger bei der Erstaustragung                                                                   |
| 7. Sep. 2014  | 1    | Ironman 70.3 World Championship                      | Mont-Tremblant | 03:41:30 |                                                                                                 |
| 16. Feb. 2014 | 1    | Ironman 70.3 Panama                                  | Panama City    | 03:38:28 |                                                                                                 |
| 19. Mai 2013  | 1    | ETU Middle Distance Triathlon European Championships | Barcelona      | 04:05:07 | Triathlon-Europameister auf der Mitteldistanz im Rahmen der Half Challenge Barcelona            |

| Datum/Jahr    | Rang | Wettbewerb                                      | Austragungsort | Zeit     | Bemerkung                        |
| ------------- | ---- | ----------------------------------------------- | -------------- | -------- | -------------------------------- |
| 7. Mai 2022   | DNS  | Ironman St. George                              | St. George     | –        | Ironman World Championships      |
| 26. Okt. 2019 | 1    | Ironman Malaysia                                | Langkawi       | 08:18:59 | erster Ironman-Sieg              |
| 4. Mai 2019   | 1    | ITU Long Distance Triathlon World Championships | Pontevedra     | 05:05:39 |                                  |
| 13. Okt. 2018 | 11   | Ironman Hawaii                                  | Hawaii         | 08:11:41 |                                  |
| 10. Juni 2018 | 2    | Ironman Cairns                                  | Cairns         | 07:56:38 | erster Start auf der Langdistanz |

| Datum/Jahr    | Rang | Wettbewerb                           | Austragungsort | Zeit     | Bemerkung                      |
| ------------- | ---- | ------------------------------------ | -------------- | -------- | ------------------------------ |
| 28. Okt. 2012 | 1    | Xterra Triathlon World Championships | Maui           | 02:26:54 | Weltmeister im Cross-Triathlon |

(DNF – Did Not Finish)